# Nguyễn Phúc Vĩnh Chương
Hoàng tử Nguyễn Phúc Vĩnh Chương tục danh "mệ Cưởi" (sinh 1902 - 1987). Ông là con thứ 8 của vua Thành Thái. Ngày 3 tháng 11 năm 1916, Ông cùng gia đình vua cha Thành Thái và anh là Duy Tân lên tàu Guadiana ở Cap Saint-Jacques bị lưu đày đến Réunion, lúc đó ông mới 12 tuổi. Đến ngày 20 tháng 11 họ tới bến Pointe de Galets đảo La Réunion lúc 7 giờ rưỡi sáng. Ông cùng cha anh sống ở Saint-Denis, Réunion, thủ phủ của đảo. Ông qua đời năm 1987 tại Réunion.

## Gia đình
Tại Réunion, ông đã kết hôn và có ba người con trai, năm con gái và nhiều cháu, chắt. Trong đó có:
1. Nguyễn Phúc Bảo Dua Raymond. Sinh năm 1927 tại Saint-Denis, Réunion. Ông có bốn người con trai và ba con gái:
  1. Nguyễn Phúc Quý Gilbert. sinh 1949.
  2. Nguyễn Phúc Quý Ly Luc Jean. sinh 1953, Ông là giáo sư tại Đại học Aix-Marseille, miền nam nước Pháp. Ông lấy vợ tại Saint-Dizier, Pháp, năm 1977, Ông có một con trai và 2 gái:
    1. Nguyễn Phúc Định Chuong Vinh.
    2. Nguyễn Phúc Edith.
    3. Nguyễn Phúc Mathilde.

  3. Nguyễn Phúc Quý Patrice. sinh 1958.
  4. Nguyễn Phúc Quý Bernard. sinh 1959.
  5. Nguyễn Phúc Gilette. sinh 1950, mất 1999.
  6. Nguyễn Phúc Marie France. sinh 1954.
  7. Nguyễn Phúc Nadia. sinh 1956.
2. Nguyễn Phúc Bảo Charles.
3. Nguyễn Phúc Bảo Christian.
4. Nguyễn Phúc Tuyết Lê Denise.
5. Nguyễn Phúc Danielle.
6. Nguyễn Phúc Nicole.
7. Nguyễn Phúc Josette.
8. Nguyễn Phúc Gisele.[3]